# Братське (Вознесенський район)
Бра́тське — селище в Україні, у Братській селищній громаді Вознесенського району Миколаївської області. До 17 липня 2020 року — адміністративний центр ліквідованого Братського району

## Географія
Селище міського типу Братське розташоване на річці Мертвовод, в яку в межах населеного пункту впадають річки Кам'яно-Костувата та Комишувата. Вище за течією річки Мертвовод розташоване село Висока Гора, нижче — села Єгорівка та Зелений Яр. Через смт проходить автошлях територіального значення Т 1510, за 23 км від смт знаходиться найближча залізнична станція Людмилівка.

## Історія
Перша письмова згадка датується 1788 роком, як козацький хутір-зимівник. Село було подаровано російському офіцерові сербського походження Іллі Петровичу Живковичу.
Станом на 1886 рік у містечку, центрі Братської волості Єлисаветградського повіту Херсонської губернії, мешкало 634 особи, налічувалось 142 дворових господарства. За ½ версти розташовувались православна церква, єврейський молитовний будинок, лавка, базари по неділях. За 6 верст — каплиця, паровий млин, лавка. За 12 верст — 2 трактири.
У 1956 році село набуло статусу — селища міського типу.

### У Незалежній Україні
12 червня 2020 року, в ході децентралізації, Братська селищна рада об'єднана з Братською селищною громадою.
17 липня 2020 року, в результаті адміністративно-територіальної реформи та ліквідації Братського району, селище увійшло до складу Вознесенського району.

## Населення

### Чисельність
Динаміка зміни населення Братського за роками:

### Мова
Розподіл населення за рідною мовою за даними перепису 2001 року:
| Мова            | Кількість | Відсоток |
| --------------- | --------- | -------- |
| українська      | 5833      | 94.88%   |
| російська       | 252       | 4.10%    |
| румунська       | 38        | 0.62%    |
| вірменська      | 8         | 0.13%    |
| болгарська      | 6         | 0.10%    |
| білоруська      | 3         | 0.04%    |
| інші/не вказали | 8         | 0.13%    |
| Усього          | 6148      | 100%     |

## Економіка
Сирозавод, промисловий та харчовий комбінати, промислова артіль, РТС.
В громаді вирощують пшеницю, просо, ячмінь, цукрові буряки, соняшник, коріандр та розводять молочно-м'ясну худобу.

## Заклади освіти
- Гімназія селища Братське:
- Братська загальноосвітня школа І—ІІІ ступенів;
- Братська загальноосвітня школа І ступеня;
- ПТУ[7];
- Бібліотека.

## Культура
- Будинок творчості школярів та юнацтва;
- Дитячо-юнацька спортивна школа;
- Будинок культури.

## Постаті
- Курдов Василь Миколайович (1999—2019) — матрос Збройних сил України, учасник російсько-української війни.